# (128166) Carora
(128166) Carora est un astéroïde de la ceinture principale.

## Description
(128166) Carora est un astéroïde de la ceinture principale. Il fut découvert le 27 août 2003 à Mérida par Ignacio Ferrin et Carlos Leal. Il présente une orbite caractérisée par un demi-grand axe de 3,13 UA, une excentricité de 0,08 et une inclinaison de 14,4° par rapport à l'écliptique.

## Compléments